# Герб комуни Сурселе
Герб комуни Сурселе (швед. Sorsele kommunvapen) — символ шведської адміністративно-територіальної одиниці місцевого самоврядування комуни Сурселе. 

## Історія
Ландскомуна Сурселе отримала герб королівським затвердженням 1970 року. Тепер вживається як герб комуни, який було зареєстровано 1974 року. 

## Опис (блазон)
У срібному полі скошені навхрест сині лижі та покладений у стовп такий же вовчий спис з червоними кінцями і синім оленячим рогом вгорі, з середини верхнього краю скошені обабіч два сині поля. 

## Зміст
Лижі означають суворий клімат Лапландії. Спис уособлює саамську культуру і розвинене оленярство. Ділення поля символізує засніжену гору.